# Консервативный либерализм
Консервати́вный либерали́зм, или пра́вый либерали́зм — вариант либерализма, который совмещает консервативные ценности с либеральными позициями по ряду вопросов политики, то есть представляющий правое крыло либерального движения. Иногда консервативный либерализм путают с либеральным консерватизмом, но это не так — либеральный консерватизм более консервативен.

## Сущность политического движения
Консервативно-либеральные партии совмещают либеральную политику с более традиционным мнением по социальным и этическим вопросам. Они обычно поддерживают экономический либерализм и часто самоидентифицируются как партии общественного порядка («закона и правопорядка»), выступают за более активную борьбу с преступностью, поддерживают более серьёзные меры наказания для преступников, уделяют особо острое внимание борьбе с терроризмом. От социал-либералов консервативных либералов отличает более выразительное отражение этических вопросов, консервативные либералы часто поддерживают более строгий контроль за иммиграцией, они реже поддерживают мультикультурализм.
Основой, ядром консервативного либерализма является следующая позиция: права и свободы человека имеют высшую ценность, однако должны соблюдаться при поддержке сильного государства, разумном сохранении традиций (так как они обусловлены историческим развитием, а следовательно, необходимы), часто — с опорой на церковь и на основе ценности семьи.
При этом в рамках этого направления либерализм и консерватизм изначально не постулируются как противоположные взаимоисключающие понятия. Философы, придерживающиеся таких взглядов, считают скорее левый радикализм и социализм противоположностями либерализма, при этом считая, что без разумной доли консервативности обеспечение человеческих свобод невозможно и в конечном счёте либерализм тогда как раз и превратится в радикализм.

## Формирование идей консервативного либерализма в России
Вследствие особенностей исторического развития и специфичности восточноевропейского менталитета, классический либерализм претерпел изменения, адаптируясь к особенностям российской действительности. Появление этой идеологии, как и либерального консерватизма, связано с эпохой пореформенной России, то есть с первой половиной XIX века, когда уже было обозначено понимание неизбежности масштабных реформ, однако социальные особенности русских людей, отмеченные Кавелиным, требовали пересмотра либеральной идеологии. Так, в классическом понимании абсолютно противоположные политические повестки — либерализм и консерватизм — в своём сочетании представились наиболее предпочтительной совокупностью идей для русского человека. Философ Б. Н. Чичерин стал первым мыслителем, который детально разработал концепцию консервативного или «охранительного» либерализма. Идеей этого направления политической мысли явилось утверждение Чичерина о том, что реформы, безусловно, должны проводиться и имеют место в истории России, однако, во избежание радикализации общества или непредсказуемых последствий, они должны проводиться с опорой на сильное государство, крепкую власть и с учётом уже имеющегося опыта исторического развития. Помимо охранительного либерализма, Чичерин также выделял ещё две его несовершенные формы. Первая — так называемый «уличный либерализм» — охарактеризована мыслителем как совокупность идей о ложной свободе, которыми руководствуются в основном молодые люди, ведущие антиобщественный образ жизни. Они не желают бороться за реформы, за истинную свободу, а лишь прикрываются своими идеями, чтобы устраивать беспорядки и бесчинства. Вторая форма — либерализм «оппозиционный». Его несовершенство мыслитель видел в том, что это движение объединяет в себе людей из абсолютно разнородных социальных слоёв, которые имеют как единственную свою общую черту привычку ругать существующий строй. Такие либералы, по мнению Чичерина, продолжали поддерживать систему, пользуясь её благами, но при этом считали своим долгом обличать государственную власть, скорее всего, из-за моды в первой половине XIX века в России на либеральные идеи. Таким образом, именно консервативный либерализм, опирающийся на постепенные реформы при поддержке сильного, охраняющего от анархии государства, виделся философу идеальным течением.
Одним из важнейших условий свободы Чичерин полагал верховенство закона. Он считал, что именно принцип законности, охраняющий права и свободы граждан, их собственность, дарует членам общества подлинную свободу. Он считал нераздельными права и обязанности человека. Более того, Чичерин постулировал, что человек имеет права именно благодаря тому, что несёт обязанности. Философ считал, что осознание человеком существования некого высшего нравственного закона, признание им его и, как следствие, действия в рамках этого закона, осознание своего общественного долга делают человека не только истинно свободным, но и ставят его выше всех других животных. Но так как эта личная свобода человека исходит не только из наличия у него в сознании идеи нравственного закона, но и из-за верховенства писанного закона, то свободу в государстве может защитить и обеспечить только сильная власть, обеспечивающая соблюдение этих самых государственных законов.
Чичерин также защищал сословное деление общества в России. Он признавал, что такое явление как существование привилегированного класса неактуально для демократической страны, республики, где главной опорой власти является многочисленный средний класс. Более того, он признавал ненужным для такой страны и сам сословный слой. Однако для России, переживавшей во времена Александра II существенные изменения, он полагал сильную самодержавную власть необходимой, а потому защищал и дворянское сословие как её опору, говоря, однако, что в дворяне люди должны производиться согласно имущественному цензу.
После Чичерина, в начале XX века видным теоретиком консервативного либерализма явился П. Б. Струве. Он полагал, что либерализм как система мировоззренческих взглядов не может относиться к какому-либо течению или социальному классу, в частности, к буржуазии (данный класс был как раз актуален на заре реализации идей социализма). Он сравнивал консерватизм с общей системой взглядов, формирующей в целом мировоззрение. Особенность его понимания консерватизма заключается в том, что он находил возможным «наполнить» консерватизм какой-либо идеологией. То есть, он делал его более широким понятием, которое может придавать более узким течениям некоторый консервативный уклон. Именно поэтому для него стало возможным говорить о синтезе либерализма и консерватизма. Струве понимал этот вид политической мысли через призму христианства, так как, по его мнению, именно либерализм транслирует общечеловеческие христианские принципы устройства государства. Поэтому Струве считал необходимым и само собой разумеющимся подчинение государства церкви. При этом, он также толковал либерализм как единственно верную форму национализма, который основывается исключительно на «самоутверждении национального духа», носители которого, то есть граждане той или иной страны, следовательно, безусловно должны быть наделены конституционными правами и свободами. Именно так, с позиции «национального либерализма» оценивал Струве консервативный либерализм, в основе которого лежит неотъемлемая ценность национального государства.
Струве специфически определял государство и институт государственной власти. Он не говорил о нём как о механизме, но как о некотором живом организме. Он считал власть государства не просто машиной, выполняющей функции управления обществом, а чем-то, что сохраняет в себе традиции (в том числе и церковные), содержит ценности, призванные объединять граждан. Консервативное начало либерализма Струве в полной мере проявилось в его концепции «Великой России». Он считал необходимым проведение реформ и обеспечение прав человека во внутренней политике и при этом говорил о внешнем укреплении России, углублении её суверенитета благодаря сильной государственности, которая обеспечивалась бы сплочённой традиционными ценностями нацией.

## Консервативный либерализм в современной России
В России консервативный либерализм представлен оппозиционными партиями:
- Демократический выбор[5];
- «Новые люди»;
- Партия народной свободы.